# 高昌賢
高昌賢（韓語：고창현，1983年9月15日—）是一位韩国足球运动员。
高昌賢先后效力于水原三星蓝翼、釜山I'Park足球俱樂部、光州尚武足球俱乐部（服役）、大田市民、蔚山現代足球俱樂部。